# 西五軒町
西五軒町（にしごけんちょう）は、東京都新宿区の町名。住居表示実施済み。丁目の設定のない単独町名である。

## 地理
新宿区の北東部に位置する。牛込地域の町である。町域北部は目白通りなどに接し、これらを境に文京区水道二丁目に接する。東は、新宿区東五軒町に、南は同区赤城元町に、西は同区水道町・築地町に、それぞれ接する。
町域内は住宅地及び高層建造物、事業所が混在している。町域内には、印刷・製本関連の企業が多く点在している。

## 世帯数と人口
2025年（令和7年）3月1日現在（新宿区発表）の世帯数と人口は以下の通りである。
- 世帯数 : 1,134世帯
- 人口 : 1,889人

### 人口の変遷
国勢調査による人口の推移。
| 年                 | 人口  |
| ------------------ | ----- |
| 1995年（平成7年）  | 1,053 |
| 2000年（平成12年） | 1,032 |
| 2005年（平成17年） | 1,338 |
| 2010年（平成22年） | 1,404 |
| 2015年（平成27年） | 1,699 |
| 2020年（令和2年）  | 1,936 |

### 世帯数の変遷
国勢調査による世帯数の推移。
| 年                 | 世帯数 |
| ------------------ | ------ |
| 1995年（平成7年）  | 539    |
| 2000年（平成12年） | 559    |
| 2005年（平成17年） | 719    |
| 2010年（平成22年） | 782    |
| 2015年（平成27年） | 947    |
| 2020年（令和2年）  | 1,146  |

## 学区
区立小・中学校に通う場合、学区は以下の通りとなる（2018年8月時点）。
- 区域 : 全域
  - 小学校 : 新宿区立江戸川小学校
  - 中学校 : 新宿区立牛込第三中学校

## 事業所
2021年（令和3年）現在の経済センサス調査による事業所数と従業員数は以下の通りである。
- 事業所数 : 100事業所
- 従業員数 : 1,975人

### 事業者数の変遷
経済センサスによる事業所数の推移。
| 年                 | 事業者数 |
| ------------------ | -------- |
| 2016年（平成28年） | 93       |
| 2021年（令和3年）  | 100      |

### 従業員数の変遷
経済センサスによる従業員数の推移。
| 年                 | 従業員数 |
| ------------------ | -------- |
| 2016年（平成28年） | 1,666    |
| 2021年（令和3年）  | 1,975    |

## 施設
- 住友不動産飯田橋ビル3号館

## かつてあった施設
- 小日向馬場
- 牛込宝蔵院
- 備前浅尾藩蒔田家上屋敷
- 宏文学院

## その他

### 日本郵便
- 郵便番号 : 162-0812[3]（集配局 : 牛込郵便局[15]）。